# Alex de Hemptinne
Jhr. dr. Alexandre (Alex) Jacques Marie Ghislain de Hemptinne (Gent, 15 december 1937) is een hoogleraar emeritus.

## Biografie
De Hemptinne is lid van de familie De Hemptinne en een zoon van prof. dr. Marc graaf de Hemptinne (1902-1986) en diens volle nicht jkvr. Suzanne de Hemptinne (1909-1984). Hij is doctor in de medicijnen en emeritus hoogleraar aan de Universiteit van Gent. Hij was laureaat van het concours voor regeringsreisbeurzen. Hij werd benoemd tot Commandeur in de Kroonorde.
Hij trouwde in 1968 met Chantal barones Kervyn de Vollaersbeke (1946) met wie hij drie kinderen kreeg. Hij is een broer van prof. dr. Xavier de Hemptinne en van prof. dr. Bernard de Hemptinne.